# Reforma trabalhista no Brasil em 2017
A reforma trabalhista de 2017 foi uma mudança significativa na Consolidação das Leis do Trabalho (CLT) instrumentalizada pela lei № 13.467 de 2017. Segundo o governo, o objetivo da reforma era combater o desemprego gerado pela crise econômica de 2014. Entre várias outras mudanças, a reforma instituiu o trabalho intermitente no Brasil.
O projeto de lei foi proposto pelo Presidente da República Michel Temer e começou a tramitar na Câmara dos Deputados em 23 de dezembro de 2016. Desde então, em sua tramitação, o projeto vinha passando por sucessivas discussões e aglutinando emendas, como a proposta do fim da obrigatoriedade da contribuição sindical, que foi incluída pelo relator Rogério Marinho, do PSDB.
O projeto foi aprovado na Câmara dos deputados em 26 de abril de 2017 por 296 votos favoráveis e 177 votos contrários. No Senado Federal, foi aprovado em 11 de julho por 50 a 26 votos. Foi sancionado pelo Presidente da República no dia 13 do mesmo mês sem vetos. A lei passou a valer no país a partir de 11 de novembro do mesmo ano (120 dias após sua publicação no diário oficial).
A reforma foi criticada pela Central Única dos Trabalhadores e outros sindicatos, pelo Ministério Público do Trabalho, pela Organização Internacional do Trabalho, entre outros. Foi defendida por empresários e por alguns economistas, bem como pelo presidente do Tribunal Superior do Trabalho (TST), Ives Gandra Martins Filho.

## Antecedentes

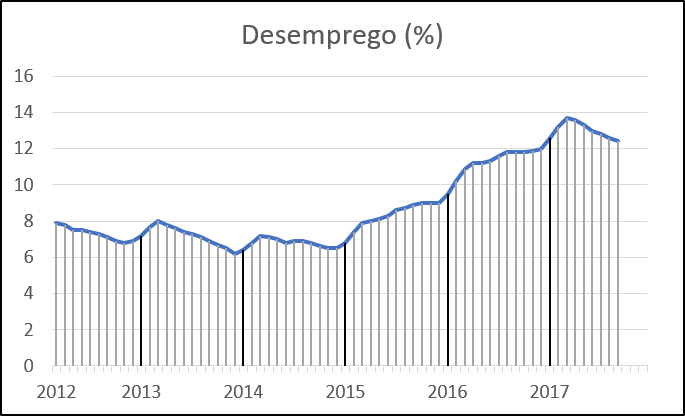
Desemprego desde março de 2012 a setembro de 2017. Cada linha vertical corresponde a um mês. Fonte: PNAD / IBGE

Desde 2007, os empregos com carteira assinada aumentaram continuamente, até o desemprego atingir 4,8% em 2014 (nas grandes capitais apenas), o menor valor medido historicamente pelo IBGE. Porém, a partir de 2015, a tendência se inverteu, devido à crise econômica iniciada em 2014. A crise causou recuo no Produto Interno Bruto (PIB) por dois anos consecutivos (2015 e 2016). Assim, na média de 2016, 45,4% da força de trabalho ativa estava em empregos informais (sem carteira assinada), segundo dados do IPEA. E em março de 2017, o desemprego atingiu seu auge desde o início da crise: 13,7%, o que representava mais de 14,2 milhões de brasileiros desempregados.
O Governo Dilma Rousseff já cogitava uma reforma trabalhista, que previa a livre negociação de questões trabalhistas entre empregadores e empregados. No entanto, desistiu dela após pressões de centrais sindicais contrárias à proposta. Após a votação sobre o afastamento da ex-presidente Dilma Rousseff, Michel Temer assumiu interinamente a presidência da República. Nesse momento, já havia declarações a respeito de uma reforma trabalhista que seria encaminhada ao Congresso Nacional. O ministro do trabalho Ronaldo Nogueira argumentou que a reforma tinha como objetivo transformar a Consolidação das Leis do Trabalho em uma legislação "simplificada e clara", a qual prestigiaria a negociação coletiva para tratar de temas como salário e tamanho da jornada dos trabalhadores. Após a efetivação de sua posse, o presidente fez discurso defendendo uma reforma trabalhista, a qual, segundo ele, seria necessário modernizar para garantir os empregos atuais e para que houvesse geração de novos empregos.
A reforma foi antecedida pela Lei da Terceirização, sancionada em 31 de março de 2017. Até então não havia legislação específica sobre essa prática.
A reforma foi inspirada nas reformas laborais ocorridas na Espanha em 2012 durante o governo de Mariano Rajoy.

## Tramitação

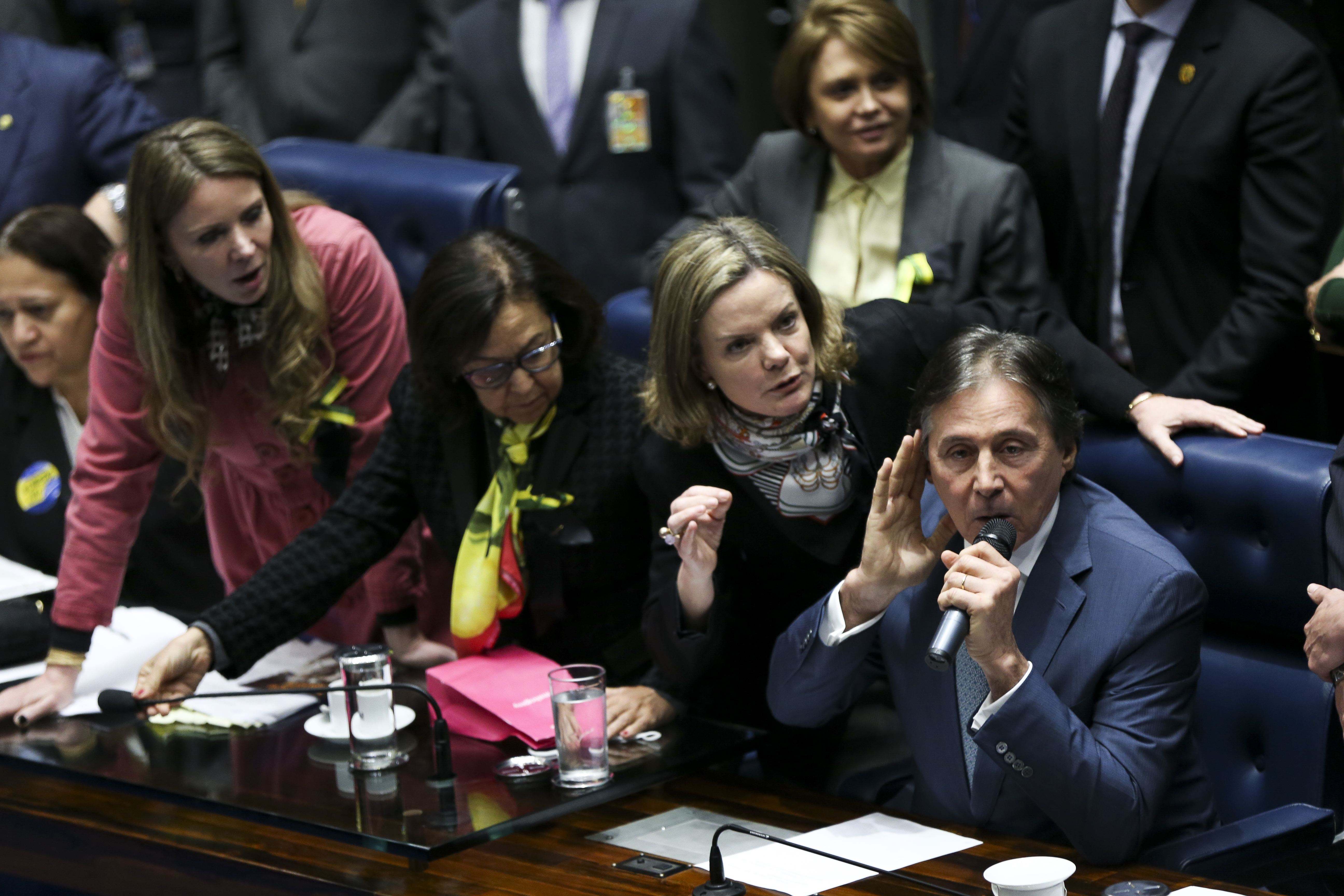
Senadoras de oposição fizeram protesto. O presidente do Senado, Eunício Oliveira, retomou a sessão para votação da reforma.

Na Câmara dos Deputados, o projeto enviado pelo governo tramitou sob o nome Projeto de Lei 6787/2016 a partir de 23 de dezembro de 2016. O relator foi o deputado Rogério Simonetti Marinho, do PSDB. O projeto passou por uma comissão especial na qual foi aprovado por 27 votos a 10. A votação ocorreu sem confrontos. No entanto, foram registrados dois protestos, um deles vindo especialmente de servidores públicos do Poder Legislativo contrários à reforma, e o outro vindo de 3.000 indígenas que tentaram ingressar na sede do Legislativo sem autorização para manifestarem-se contra a paralisação na demarcação de terras indígenas e propostas de alterações legislativas sobre esse tema. No plenário da Câmara, o projeto foi aprovado por 296 votos a favor contra 177 votos contrários. Apenas um destaque foi aprovado, em relação à penhora online, no qual deverá limitar-se ao valor da dívida que a empresa tem com o empregado. Durante a sessão, parlamentares da oposição, contrários a reforma chegaram a protestar com cartazes e palavras de ordem em diversos momentos.
No Senado Federal, a matéria passou pelas comissões de Assuntos Econômicos, de Assuntos Sociais e de Constituição e Justiça. Na Comissão de Assuntos Sociais, foi rejeitada a reforma. No plenário, a reforma foi aprovada por 50 votos favoráveis a 26 contrários. Durante a sessão, senadoras contrárias à reforma ocuparam a mesa do plenário. O presidente do Senado Eunício Oliveira tentou dar início à votação, mas foi impedido, e, com isso, suspendeu os trabalhos e mandou desligar as luzes e os microfones. Depois de mais de seis horas, o presidente do Senado retomou a cadeira do Senado, dando continuidade à votação.

## Principais mudanças da reforma
A lei 13.467 alterou mais de cem pontos da CLT. A tabela a seguir resume algumas das mudanças:
| Item                                   | Regra antiga | Regra atual |
| -------------------------------------- | --- | --- |
| Contribuição sindical                  | A contribuição é obrigatória. O pagamento é feito uma vez ao ano, por meio do desconto equivalente a um dia de salário do trabalhador. | A contribuição sindical será opcional. |
| Banco de horas                         | O excesso de horas em um dia de trabalho pode ser compensado em outro dia, desde que não exceda, no período máximo de um ano, à soma das jornadas semanais de trabalho previstas. Há também um limite de 10 horas diárias. | O banco de horas pode ser pactuado por acordo individual escrito, desde que a compensação ocorra no período máximo de seis meses. |
| Demissão                               | Quando o trabalhador pede demissão ou é demitido por justa causa, ele não tem direito à multa de 40% sobre o saldo do FGTS nem à retirada do fundo. Em relação ao aviso prévio, a empresa pode avisar o trabalhador sobre a demissão com 30 dias de antecedência ou pagar o salário referente ao mês sem que o funcionário precise trabalhar. | O contrato de trabalho poderá ser extinto de comum acordo, com pagamento de metade do aviso prévio, se indenizado, e metade da multa de 40% sobre o saldo do FGTS. O empregado poderá ainda movimentar até 80% do valor depositado pela empresa na conta do FGTS, mas não terá direito ao seguro-desemprego. (Art. 484-A CLT) |
| Descanso                               | O trabalhador que exerce a jornada padrão de 8 horas diárias tem direito a no mínimo uma hora e a no máximo duas horas de intervalo para repouso ou alimentação. | O intervalo dentro da jornada de trabalho poderá ser negociado, desde que tenha pelo menos 30 minutos. Além disso, se o empregador não conceder intervalo mínimo para almoço ou concedê-lo parcialmente, a indenização será de 50% do valor da hora normal de trabalho apenas sobre o tempo não concedido em vez de todo o tempo de intervalo devido. |
| Férias                                 | As férias de 30 dias podem ser fracionadas em até dois períodos, sendo que um deles não pode ser inferior a 10 dias. | Desde que haja concordância do empregado, as férias poderão ser usufruídas em até três períodos, sendo que um deles não poderá ser inferior a quatorze dias corridos e os demais não poderão ser inferiores a cinco dias corridos, cada um. É vedado o início das férias no período de dois dias que antecede feriado ou dia de repouso semanal remunerado. |
| Gravidez                               | Mulheres grávidas ou lactantes estão proibidas de trabalhar em lugares com condições insalubres. Não há limite de tempo para avisar a empresa sobre a gravidez. | É permitido o trabalho de mulheres grávidas em ambientes de baixa ou média insalubridade, exceto se apresentarem atestado médico que recomende o afastamento. Mulheres demitidas têm até 30 dias para informar a empresa sobre a gravidez. |
| Home office                            | A legislação não contempla essa modalidade de trabalho. | Tudo o que o trabalhador usar em casa será formalizado com o empregador via contrato, como equipamentos e gastos com energia e internet, e o controle do trabalho será feito por tarefa. |
| Jornada de trabalho                    | A jornada é limitada a 8 horas diárias, 44 horas semanais e 220 horas mensais, podendo haver até 2 horas extras por dia. | Jornada diária poderá ser de 12 horas com 36 horas de descanso, respeitando o limite de 44 horas semanais (ou 48 horas, com as horas extras) e 220 horas mensais. |
| Multa                                  | A empresa está sujeita a multa de um salário mínimo regional, por empregado não registrado, acrescido de igual valor em cada reincidência. | A multa para empregador que mantém empregado não registrado é de R$ 3 mil por empregado, que cai para R$ 800 para microempresas ou empresa de pequeno porte. |
| Negociação                             | Convenções e acordos coletivos podem estabelecer condições de trabalho diferentes das previstas na legislação apenas se conferirem ao trabalhador um patamar superior ao que estiver previsto na lei. | Convenções e acordos coletivos poderão prevalecer sobre a legislação. Assim, os sindicatos e as empresas podem negociar condições de trabalho diferentes das previstas em lei, mas não necessariamente num patamar melhor para os trabalhadores. Poderá ser negociado: jornada de trabalho, participação nos lucros, banco de horas, troca do dia do feriado, intervalo intrajornada, entre outros. Mas não poderá ser negociado: Direito a seguro desemprego, Salário Mínimo, 13º salário, Férias anuais, Licença maternidade/paternidade, entre outros.                                       |
| Plano de cargos e salários             | O plano de cargos e salários precisa ser homologado no Ministério do Trabalho e constar do contrato de trabalho. | O plano de carreira poderá ser negociado entre patrões e trabalhadores sem necessidade de homologação nem registro em contrato, podendo ser mudado constantemente. |
| Remuneração                            | A remuneração por produtividade não pode ser inferior à diária correspondente ao piso da categoria ou salário mínimo. Comissões, gratificações, percentagens, gorjetas e prêmios integram os salários. | O pagamento do piso ou salário mínimo não será obrigatório na remuneração por produção. Além disso, trabalhadores e empresas poderão negociar todas as formas de remuneração, que não precisam fazer parte do salário. |
| Representação                          | A Constituição assegura a eleição de um representante dos trabalhadores nas empresas com mais de 200 empregados, mas não há regulamentação sobre isso. Esse delegado sindical tem todos os direitos de um trabalhador comum e estabilidade de dois anos.                                                                                      | Os trabalhadores poderão escolher 3 funcionários que os representarão em empresas com no mínimo 200 funcionários na negociação com os patrões. Os representantes não precisam ser sindicalizados. Os sindicatos continuarão atuando apenas nos acordos e nas convenções coletivas. |
| Homologação da rescisão                | O pedido de demissão ou recibo de quitação de rescisão, do contrato de trabalho, firmado por empregado com mais de 1 (um) ano de serviço, só será válido quando feito com a assistência do respectivo Sindicato ou perante a autoridade do Ministério do Trabalho e Previdência Social.                                                       | A homologação da rescisão pode ser feita na empresa no qual o empregado trabalhou, não sendo obrigatória a assistência do sindicato. |
| Tempo na empresa                       | A CLT considera serviço efetivo o período em que o empregado está à disposição do empregador, aguardando ou executando ordens. | Não são consideradas dentro da jornada de trabalho as atividades no âmbito da empresa como descanso, estudo, alimentação, interação entre colegas, higiene pessoal e troca de uniforme. |
| Terceirização                          | O projeto de lei que permite a terceirização para atividades-fim foi sancionado anteriormente. | Haverá uma quarentena de 18 meses que impede que a empresa demita o trabalhador efetivo para recontratá-lo como terceirizado. O texto prevê ainda que o terceirizado deverá ter as mesmas condições de trabalho dos efetivos, como atendimento em ambulatório, alimentação, segurança, transporte, capacitação e qualidade de equipamentos. |
| Trabalho intermitente                  | A legislação atual não contempla essa modalidade de trabalho. | O trabalhador poderá ser pago por período trabalhado, recebendo pelas horas ou diária. Ele terá direito a férias, FGTS, previdência e 13º salário proporcionais. No contrato deverá estar estabelecido o valor da hora de trabalho, que não pode ser inferior ao valor do salário mínimo por hora ou à remuneração dos demais empregados que exerçam a mesma função. O empregado deverá ser convocado com, no mínimo, três dias corridos de antecedência. No período de inatividade, pode prestar serviços a outros contratantes.                                                               |
| Trabalho parcial                       | A CLT prevê jornada máxima de 25 horas por semana, sendo proibidas as horas extras. O trabalhador tem direito a férias proporcionais de no máximo 18 dias e não pode vender dias de férias. | A duração pode ser de até 30 horas semanais, sem possibilidade de horas extras semanais, ou de 26 horas semanais ou menos, com até 6 horas extras, pagas com acréscimo de 50%. Um terço do período de férias pode ser pago em dinheiro. |
| Transporte                             | O tempo de deslocamento no transporte oferecido pela empresa para ir e vir do trabalho, cuja localidade é de difícil acesso ou não servida de transporte público, é contabilizado como jornada de trabalho | O tempo despendido até o local de trabalho e o retorno, por qualquer meio de transporte, não será computado na jornada de trabalho. |
| Custas e honorários                    | Não havia qualquer previsão no sentido de pagamento de custas para quem perdesse ação na justiça. | O beneficiário da justiça gratuita, se perder a ação, terá que arcar com as custas do processo, incluindo perícia, além dos honorários advocatícios da parte contrária. |
| Indenização pelo dano extrapatrimonial | Não havia qualquer previsão de limitação de dano extrapatrimonial | O dano extrapatrimonial é definido pela lei quando ofender a esfera moral ou existencial da pessoa, incluindo sua honra, imagem, intimidade, liberdade de ação, autoestima, sexualidade, saúde, lazer e integridade. Há critérios que devem ser levados em conta pelo juiz ao fixar a indenização e ela é medida pelo salário do trabalhador. São criadas quatro categorias de ofensas: de natureza leve (até três vezes o último salário do ofendido), média (até cinco vezes o último salário), grave (até vinte vezes o último salário) e gravíssima (até cinquenta vezes o último salário). |

## Modificações trazidas pela MP 808
Aviso: as seguintes modificações perderam a validade.
No dia 14 de novembro de 2017, Michel Temer editou uma medida provisória, a medida provisória 808, na qual altera a reforma trabalhista em vigor. As modificações incluem o afastamento do trabalho da gestante de locais com qualquer grau de insalubridade, excluído o pagamento do adicional de insalubridade e em casos de insalubridade de grau médio e mínimo, no qual poderá retornar apenas se voluntariamente apresentar atestado médico, autorizando-a, mas em caso de insalubridade em grau máximo, fica impedida de exercer atividades no local. Na questão da jornada 12 por 36, poderá ser estabelecida a jornada apenas se estiver convencionado em acordo ou convenção coletiva de trabalho, sendo que apenas os profissionais de saúde podem fazer também por acordo individual escrito. Também estabelece uma quarentena de 18 meses para a migração de um contrato por prazo indeterminado para o contrato de trabalho intermitente.
Em relação aos danos morais, os valores de indenização serão calculados com base no limite dos benefícios da Previdência Social, deixando de serem calculados pelo último salário contratual do ofendido. Também podem originar pedidos de indenização ofensas à etnia, idade, nacionalidade, orientação sexual e gênero. Outra modificação prevista na medida provisória é que o profissional autônomo poderá prestar serviços para diversos contratantes e poderá recusar a realização de atividades demandadas pelo contratante. Poderão ser contratados como autônomos o motorista, corretor de imóvel, representante comercial, além de outras categorias com regulação específica. A MP regulamenta ainda a gorjeta - valores devem ser definidos por acordo coletivo e anotados em notas fiscais, comissão de funcionários devem ser estabelecidas para acompanhar a distribuição do dinheiro, e esta deve ser anotada na carteira de trabalho como um prêmio separado da remuneração fixa.
Um dos pontos controversos da reforma é que o empregado intermitente poderá pagar a diferença entre a contribuição incidente sobre o salário recebido e o mínimo exigido pela Previdência Social. Caso não haja o pagamento, poderá perder o acesso à aposentadoria e a outros benefícios fornecidos pela Previdência Social. Houve diversas reações a esta medida, considerada prejudicial para quem ganha menos que um salário mínimo mensal. Dentre as mudanças propostas pelos parlamentares, algumas delas tratam da questão da aposentadoria dos trabalhadores intermitentes.
A medida provisória foi editada em meio a um conflito entre o presidente da Câmara e o Senado sobre a forma que o governo deveria remeter as modificações da reforma trabalhista. Rodrigo Maia, presidente da Câmara dos Deputados argumentava que alterações deveriam ser remetidas ao Congresso através de um projeto de lei e não através de medida provisória. O Senado, no entanto, defendia que o projeto fosse por medida provisória, sob o argumento de que esse havia sido o acordo feito com os senadores para viabilizar a aprovação da reforma trabalhista.
Os parlamentares propuseram 967 emendas à medida provisória. As modificações incluem a volta do imposto sindical, a obrigatoriedade do sindicato assistir a rescisão do contrato de trabalho em demissões coletivas, além da revogação da reforma trabalhista ou que ela seja votada em um referendo, todas propostas pela oposição.

## Manifestações

### Contrárias

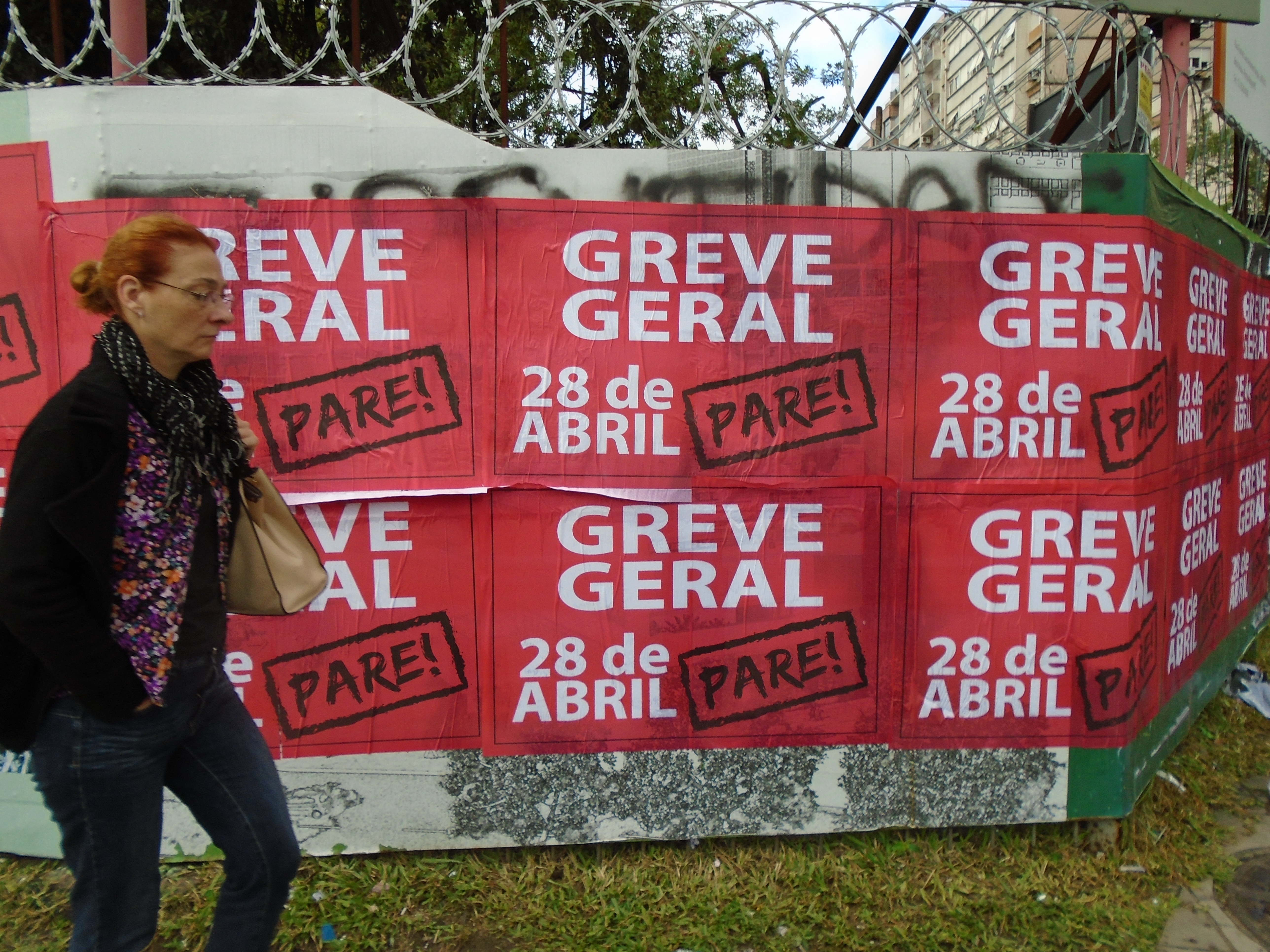
A Greve geral no Brasil em 2017 foi em protesto à reforma trabalhista

A reforma trabalhista foi criticada por centrais sindicais, dentre elas a Central Única dos Trabalhadores e a Força Sindical.
O Ministério Público do Trabalho manifestou-se contrário a reforma trabalhista, alegando que violaria a constituição brasileira e convenções internacionais assinados pelo Brasil e que seria um "grave retrocesso social". A Associação Nacional dos Magistrados da Justiça do Trabalho, em um evento organizado para discutir sobre a reforma trabalhista, recomendou que seus membros declarem inconstitucional pontos da reforma, tais como tarifação do dano moral e terceirização irrestrita.
A Organização Internacional do Trabalho, órgão vinculado à Organização das Nações Unidas, após pedido de centrais sindicais brasileiras, publicou uma nota alegando que a reforma trabalhista pode violar convenções internacionais nos quais o Brasil é signatário, criticando o ponto da reforma no qual acordos coletivos e individuais prevaleçam sobre a legislação, argumentando que só deve ser incentivado quando haja "condições de trabalho mais favoráveis do que as previstas na lei". Também foi citado na nota que as mudanças promovidas pela reforma deveriam ser precedidas de consultas com organizações que representam os trabalhadores, o que, segundo os sindicatos, não ocorreu. A organização chegou a alegar que a reforma violaria convenções internacionais ao colocar o Brasil na lista dos 24 casos que entende como as principais violações de suas convenções trabalhistas no mundo. Posteriormente, no entanto, declarou que a reforma trabalhista é compatível com a Convenção 98, que trata do direito à negociação coletiva e requereu detalhamento e análise da aplicação da reforma no tocante à negociação coletiva.

### Favoráveis
A reforma trabalhista é defendida pelo Governo Michel Temer como uma forma de regularizar as contas públicas, estimular a economia e criar empregos. Para empresários, a reforma cria um ambiente competitivo, com a diminuição de encargos trabalhistas, além de dar segurança jurídica ao empregador. Economistas alegam que, com a reforma, as empresas poderão empregar seus recursos de forma mais otimizada, além de aumentar o número de vagas formais. Outro argumento é que a possibilidade de negociar a redução da jornada de trabalho com diminuição de salário pode ajudar a manter postos de trabalho em momentos de crise.

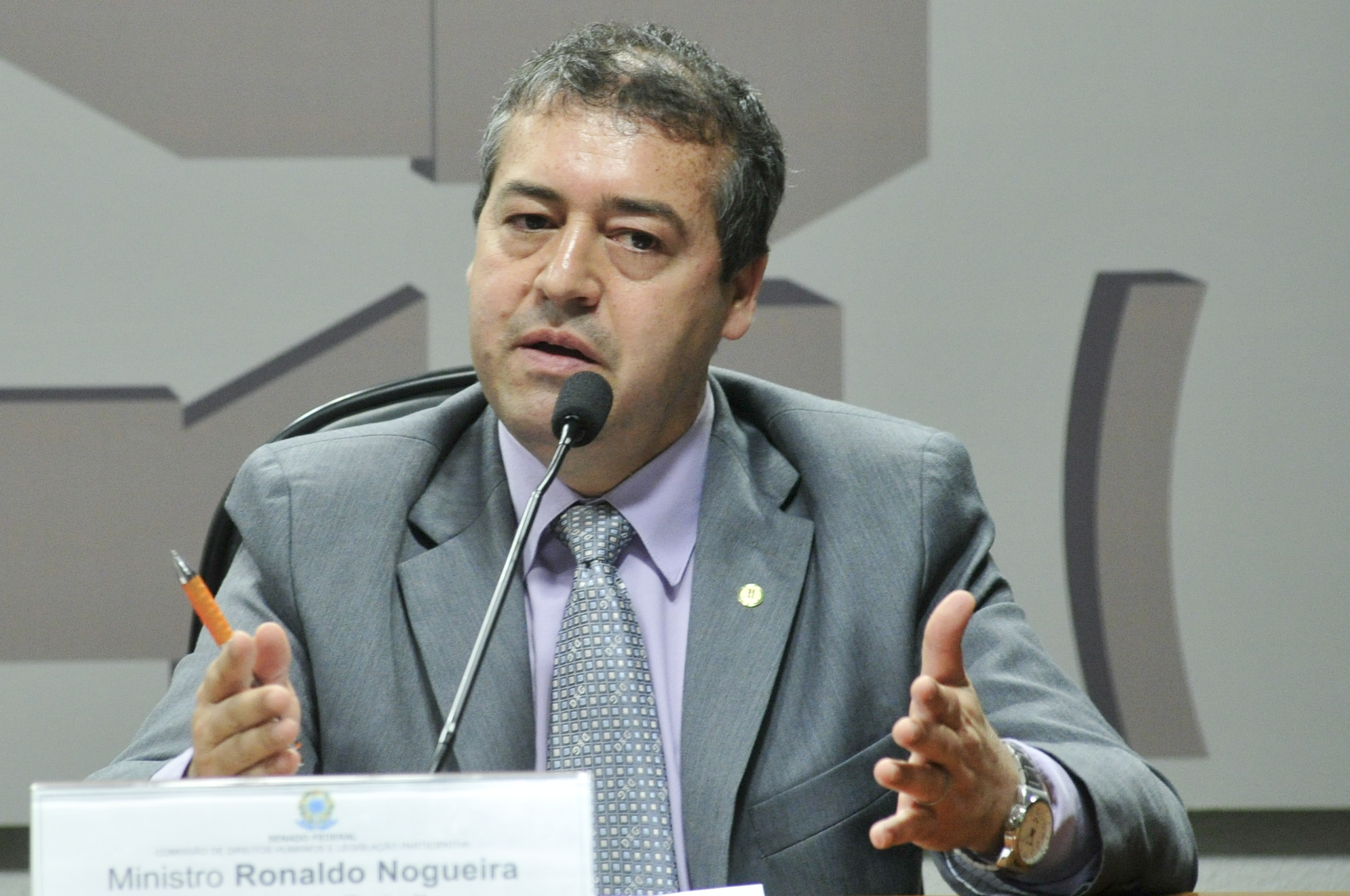
Ronaldo Nogueira, Ministro do Trabalho de temer de 12 de maio de 2016 a 27 de dezembro de 2017

Ronaldo Nogueira, Ministro do Trabalho durante a tramitação do projeto, defendeu a reforma:
Com a vigência da Lei da Modernização Trabalhista quebramos 75 anos de imobilismo, e o futuro finalmente chegou em terras brasileiras. Saímos de um modelo de alta regulação estatal para uma forma moderna de autocomposição dos conflitos trabalhistas, colocando o Brasil ao lado das nações mais desenvolvidas do mundo— Ronaldo Nogueira, em sua carta de demissão
Nogueira demitiu-se do cargo em 27 de dezembro de 2017 com a intenção de se candidatar à reeleição como deputado federal pelo Rio Grande do Sul.
Pessoas ligadas à Confederação da Agricultura e Pecuária do Brasil argumentam que a reforma moderniza as relações de trabalho no Brasil e que é uma ferramenta para o crescimento sustentável da economia do país. O presidente do Tribunal Superior do Trabalho Ives Gandra Martins Filho apoia a reforma trabalhista, alegando que há, segundo ele, uma necessidade de flexibilização das leis trabalhistas para garantir empregos, quebrar a "rigidez da legislação" e dar segurança jurídica às empresas em um ambiente de novas tecnologias. Aponta que o cerne da reforma foi o prestígio à negociação coletiva, que o salário como parâmetro de indenização diminui a grande margem de discricionariedade do juiz, que ocorrerá simplificação do processo e racionalização da prestação jurisdicional, que o fim do imposto sindical obrigatório promoverá um sindicalismo muito mais realista e que é necessário reduzir direitos para garantir empregos, a exemplo do que ocorreu na Espanha. Além disso, argumenta que a reforma trabalhista foi uma reação ao ativismo judicial que, segundo ele, ocorre na Justiça do Trabalho.
O Movimento Brasil Livre convocou manifestação, sendo uma das pautas a defesa da reforma trabalhista.

## Questionamentos no Supremo
Há diversas ações no Supremo Tribunal Federal (STF) questionando a constitucionalidade de alguns pontos da reforma trabalhista. Um dos pedidos foi promovido pela Procuradoria-Geral da República, questionando o pagamento de custas judiciais e honorários de sucumbência. Sindicatos também ingressaram com ação questionando a constitucionalidade do trabalho intermitente e do fim da contribuição sindical. Neste tocante, no dia 29 de junho de 2018, o tribunal entendeu ser constitucional o fim da obrigatoriedade da contribuição sindical.
No dia 1º de maio de 2019, o ministro Alexandre de Moraes determinou a suspensão, em caráter liminar, da norma que permitia a mulher grávida o trabalho insalubre caso apresentasse um atestado médico liberando o trabalho no ambiente. O pedido foi feito pela Confederação Nacional dos Trabalhadores Metalúrgicos. Segundo o ministro, os trechos devem ser suspensos para evitar que as empregadas grávidas ou lactantes sejam expostas a trabalho em condições de risco.

## Resultados

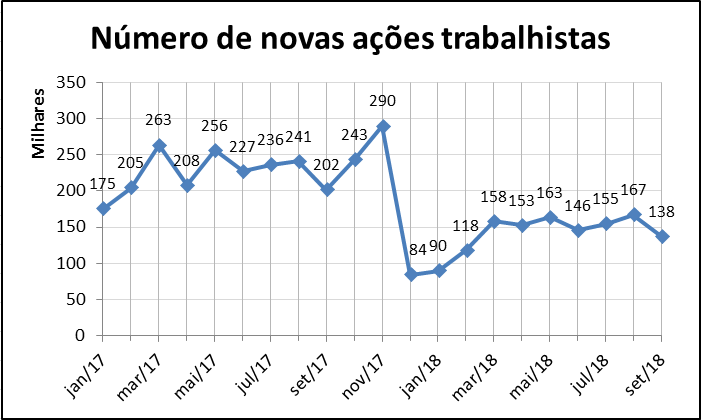
Quantidade de novos processos trabalhistas, em milhares. Em janeiro e dezembro, há naturalmente menos ações trabalhistas do que nos demais meses do ano. Fonte: TST (Tribunal Superior do Trabalho)

Um ano após a aprovação da reforma, verificou-se que a queda do desemprego foi mínima, ao mesmo tempo em que houve aumento do trabalho autônomo, intermitente, temporário e terceirizado. Houve também redução no número de ações trabalhistas na Justiça, mas especialistas se dividiram ao interpretar esse fato. Dois anos após a aprovação da reforma, o país gerou 644 mil vagas com carteira assinada em 2019, maior saldo anual desde 2013. O desemprego caiu para 11% no último trimestre de 2019, a menor taxa do quarto trimestre desde 2015, por outro lado, a informalidade atingiu maior contingência desde 2016, 41,1% da população ocupada. Alguns especialistas atribuíram o resultado às novas modalidades de contrato de trabalho como o trabalho intermitente e a jornada parcial de trabalho. Novidade da reforma trabalhista, o trabalho intermitente respondeu por 13,3% do resultado das 644 mil vagas abertas em 2019.
Por outro lado, críticos observam que a reforma não cumpriu a promessa de geração de milhões de empregos. Também afirmam que houve precarização na relação de trabalho. Segundo o cientista social do Dieese, Fausto Augusto Júnior, após a aprovação da reforma, mesmo em momentos de crescimento da economia, a geração de empregos não acompanhou a tendência. O cientista também observou que momentos antes da pandemia houve aumento na taxa de desemprego. Ainda segundo dados do PNAD, houve aumento da subutilização do trabalhador desde a aprovação da reforma.
O ex-presidente Temer, em uma live promovida por acadêmicos da UFPR, reconheceu que os seus ministros superestimaram os números de geração de empregos na época em que a reforma era discutida.
Por sua vez, o número de processos na primeira instância da Justiça do Trabalho do Brasil caiu 32% nos dois anos seguintes à aprovação da lei. Segundo dados do Tribunal Superior do Trabalho, antes da reforma em 2017, as varas do trabalho de todo o país tinham 2,2 milhões de ações em andamento. No mesmo período em 2019, o total de processos recuou para 1,5 milhão.

## Blbliografia
- Comentários À Reforma Trabalhista – Análise da Lei 13.467/2017 – Artigo Por Artigo — Silva, Homero Batista (2017) ISBN 8520374077
- A REFORMA TRABALHISTA E O PROCESSO DO TRABALHO — Schiavi, Mauro (2017) ISBN 8536193948
- CLT COM A REFORMA TRABALHISTA - COMPARADA E ATUALIZADA — Cassar, Volia Bomfim (2017) ISBN 8530976924
- REFORMA TRABALHISTA - VISÃO, COMPREENSÃO E CRÍTICA — Diversos autores (2017) ISBN 8536193921